# Grzyb atomowy

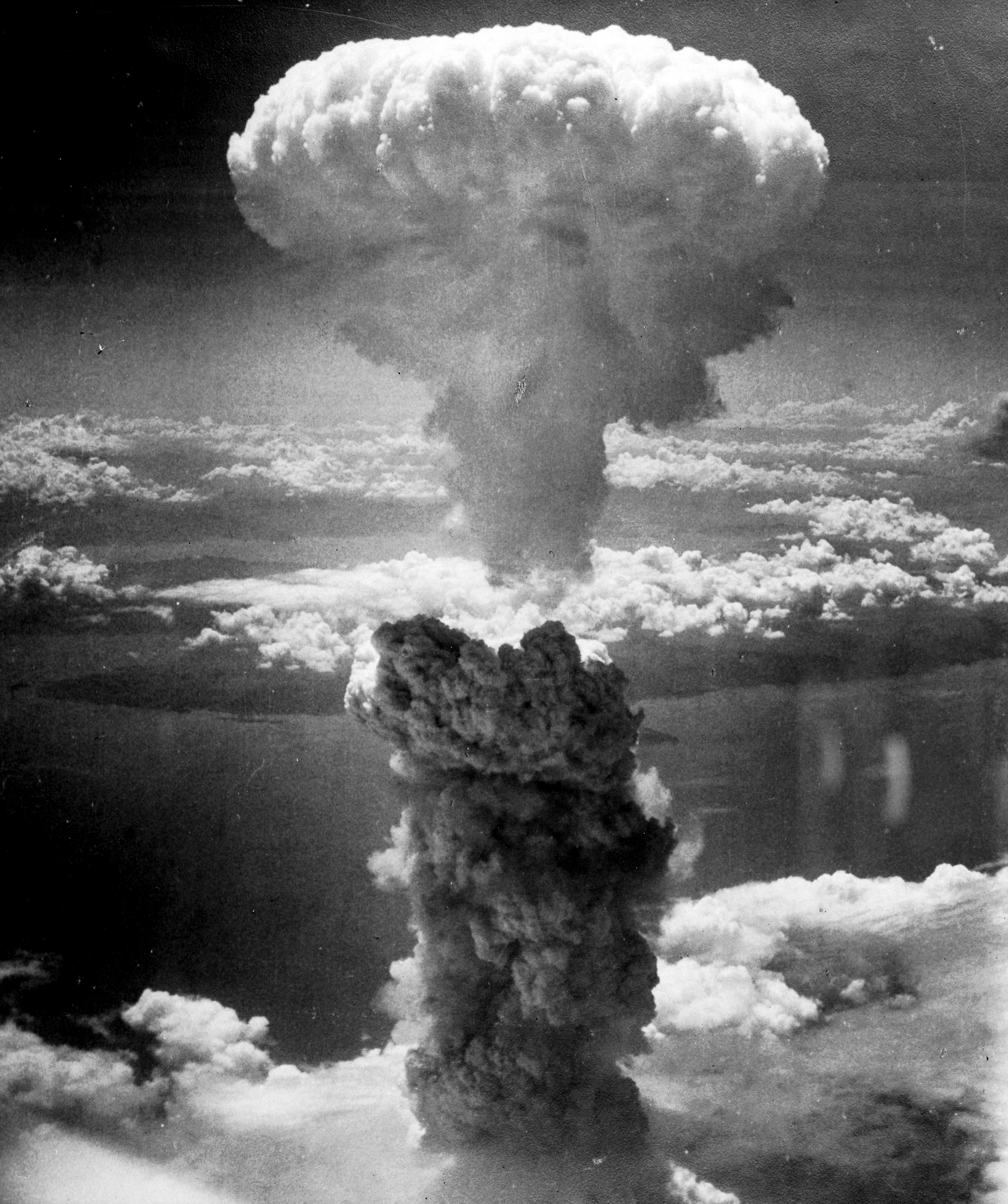
Grzyb po wybuchu bomby atomowej w Nagasaki 9 sierpnia 1945 roku

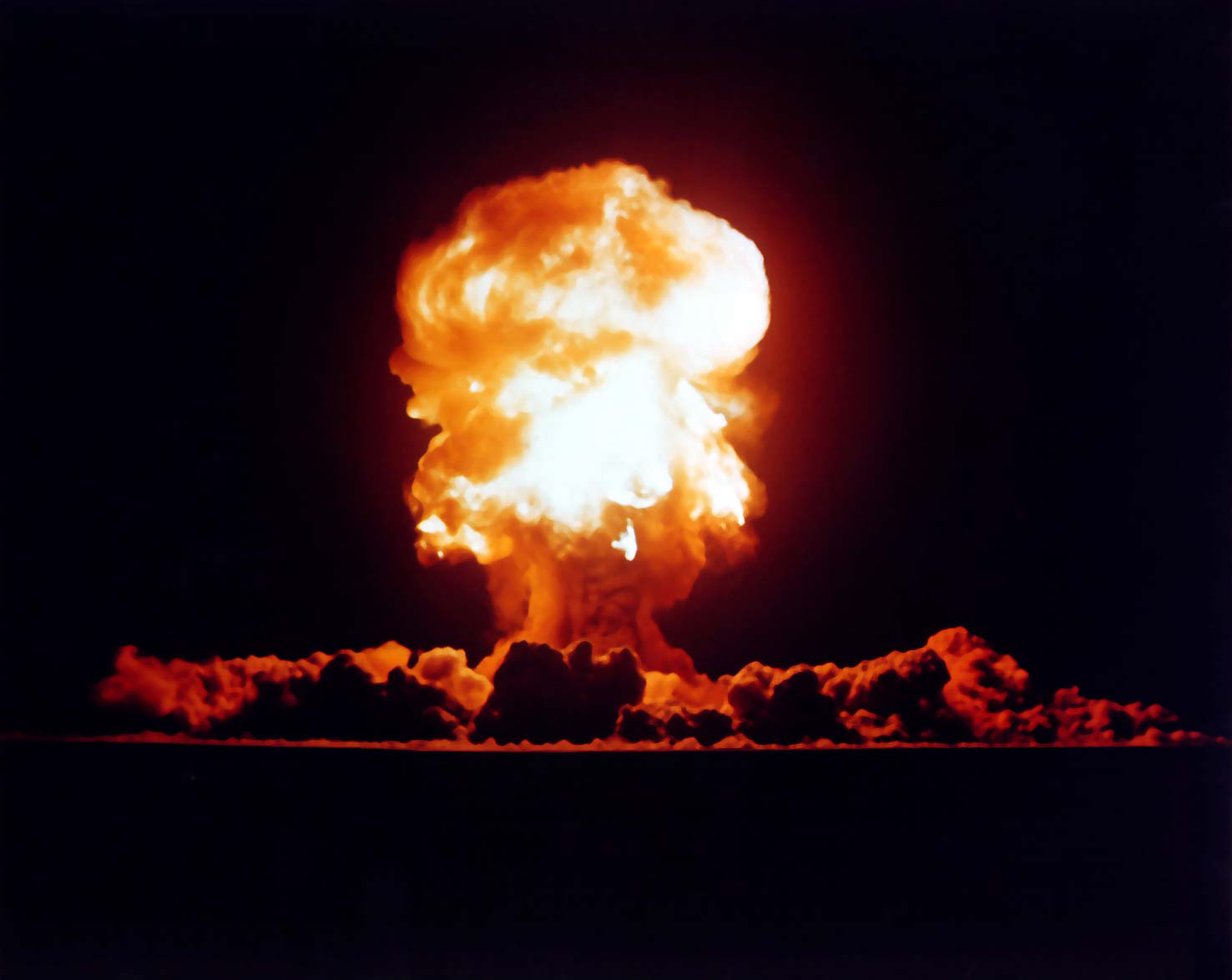
Operacja Plumbbob, test Fizeau, moc 11 kt TNT, detonacja 14 września 1957 roku na Poligonie Nevada

Grzyb atomowy – efekt wybuchu bomby atomowej; tworzy się po naziemnym, powietrznym lub płytkim podziemnym wybuchu jądrowym. Jest to chmura w kształcie grzyba, składająca się z drobnych pyłów i aerozoli (w tym promieniotwórczych), powstała po wybuchu atomowym w wyniku unoszenia się nagrzanego eksplozją powietrza, wraz ze stopionymi, odparowanymi i rozproszonymi drobinami gleby i resztkami bomby powodującymi promieniotwórcze skażenie terenu. Źródłem skażenia są też izotopy promieniotwórcze powstałe w czasie rozszczepienia jądra atomowego.
W trakcie wybuchu bomby atomowej uwalniane są nieporównywalnie większe ilości energii niż przy eksplozji konwencjonalnych środków wybuchowych. Temperatura w trakcie eksplozji osiąga sto milionów kelwinów, podczas gdy w trakcie wybuchu środków chemicznych do 10 tysięcy kelwinów. Wysoka temperatura towarzysząca wybuchowi powoduje też charakterystyczną kulę ognia, widoczną w momencie eksplozji. Siłę wybuchu bomby atomowej mierzy się w kilo- bądź megatonach trotylu (TNT), czyli podaje się liczbę ton trotylu potrzebną do wywołania eksplozji o podobnej sile.
Formy podobne do grzyba atomowego mogą powstać po silnej eksplozji materiałów konwencjonalnych, upadku meteorytu lub wybuchu wulkanu.